# Elecciones a las Cortes de Aragón de 2007
Las Elecciones a las Cortes de Aragón se celebraron el 27 de mayo de 2007. Fueron las séptimas elecciones democráticas autonómicas desde el restablecimiento de la democracia.
El vencedor fue el Partido Socialista Obrero Español de Aragón, con Marcelino Iglesias, que repitió como Presidente de Aragón por tercera vez consecutiva gracias al apoyo del Partido Aragonés. Los otros partidos que obtuvieron representación parlamentaria fueron: Partido Popular de Aragón, Chunta Aragonesista e Izquierda Unida de Aragón.

## Resultados
| ← Elecciones a Cortes de Aragón de 2007→ |                                                            |                    |         |       |         |     |
| Presidente y gobierno | Partido                                                    | Candidato          | Votos   | %     | Escaños | +/- |
| - Presidente: Marcelino Iglesias (PSOE-Aragón) - Gobierno: PSOE-PAR - Censo: 1.017.174 - Votantes: 676.491 (66,51%) - Abstención: 340.683 (33,49%) - Válidos: 671.0836 - A candidatura: 656.946 | Partido de los Socialistas de Aragón (PSOE-Aragón)         | Marcelino Iglesias | 276.427 | 42,08 | 30      | +3  |
| - Presidente: Marcelino Iglesias (PSOE-Aragón) - Gobierno: PSOE-PAR - Censo: 1.017.174 - Votantes: 676.491 (66,51%) - Abstención: 340.683 (33,49%) - Válidos: 671.0836 - A candidatura: 656.946 | Partido Popular de Aragón (PP)                             | Gustavo Alcalde    | 208.648 | 31,76 | 23      | +1  |
| - Presidente: Marcelino Iglesias (PSOE-Aragón) - Gobierno: PSOE-PAR - Censo: 1.017.174 - Votantes: 676.491 (66,51%) - Abstención: 340.683 (33,49%) - Válidos: 671.0836 - A candidatura: 656.946 | Partido Aragonés (PAR)                                     | José Ángel Biel    | 81.135  | 12,35 | 9       | +1  |
| - Presidente: Marcelino Iglesias (PSOE-Aragón) - Gobierno: PSOE-PAR - Censo: 1.017.174 - Votantes: 676.491 (66,51%) - Abstención: 340.683 (33,49%) - Válidos: 671.0836 - A candidatura: 656.946 | Chunta Aragonesista (CHA)                                  | Chesús Bernal      | 54.752  | 8,33  | 4       | -5  |
| - Presidente: Marcelino Iglesias (PSOE-Aragón) - Gobierno: PSOE-PAR - Censo: 1.017.174 - Votantes: 676.491 (66,51%) - Abstención: 340.683 (33,49%) - Válidos: 671.0836 - A candidatura: 656.946 | Izquierda Unida de Aragón (IUA)                            | Adolfo Barrena     | 27.447  | 4,18  | 1       | =   |
| - Presidente: Marcelino Iglesias (PSOE-Aragón) - Gobierno: PSOE-PAR - Censo: 1.017.174 - Votantes: 676.491 (66,51%) - Abstención: 340.683 (33,49%) - Válidos: 671.0836 - A candidatura: 656.946 | Los Verdes-Federación de Independientes de Aragón (LV-FIA) | Víctor N. Angoy    | 4.445   | 0,68  | 0       |     |
| - Presidente: Marcelino Iglesias (PSOE-Aragón) - Gobierno: PSOE-PAR - Censo: 1.017.174 - Votantes: 676.491 (66,51%) - Abstención: 340.683 (33,49%) - Válidos: 671.0836 - A candidatura: 656.946 | Partido Ciudadanos Unidos de Aragón (pCUA)                 |                    | 2.463   | 0,37  | 0       |     |
| - Presidente: Marcelino Iglesias (PSOE-Aragón) - Gobierno: PSOE-PAR - Censo: 1.017.174 - Votantes: 676.491 (66,51%) - Abstención: 340.683 (33,49%) - Válidos: 671.0836 - A candidatura: 656.946 | Partido Familia y Vida (PFyV)                              |                    | 1.105   | 0,17  | 0       |     |
| - Presidente: Marcelino Iglesias (PSOE-Aragón) - Gobierno: PSOE-PAR - Censo: 1.017.174 - Votantes: 676.491 (66,51%) - Abstención: 340.683 (33,49%) - Válidos: 671.0836 - A candidatura: 656.946 | Partido Humanista (PH)                                     |                    | 577     | 0,09  | 0       |     |
| - Presidente: Marcelino Iglesias (PSOE-Aragón) - Gobierno: PSOE-PAR - Censo: 1.017.174 - Votantes: 676.491 (66,51%) - Abstención: 340.683 (33,49%) - Válidos: 671.0836 - A candidatura: 656.946 | En blanco                                                  | N/A                | 14.890  |       | N/A     | N/A |
| - Presidente: Marcelino Iglesias (PSOE-Aragón) - Gobierno: PSOE-PAR - Censo: 1.017.174 - Votantes: 676.491 (66,51%) - Abstención: 340.683 (33,49%) - Válidos: 671.0836 - A candidatura: 656.946 | Nulos                                                      | N/A                | 4.655   |       | N/A     | N/A |

## Investidura del Presidente del Gobierno de Aragón
| Candidato                 | Fecha                                                  | Voto       |    |    |   |   |   | Total |
| ------------------------- | ------------------------------------------------------ | ---------- | -- | -- | - | - | - | ----- |
| Marcelino Iglesias (PSOE) | 5 de julio de 2007 Mayoría requerida: Absoluta (34/67) | Sí         | 30 |    | 9 |   |   | 39/67 |
| Marcelino Iglesias (PSOE) | 5 de julio de 2007 Mayoría requerida: Absoluta (34/67) | No         |    | 23 |   | 4 | 1 | 28/67 |
| Marcelino Iglesias (PSOE) | 5 de julio de 2007 Mayoría requerida: Absoluta (34/67) | Abstención |    |    |   |   |   | 0/67  |

## Circunscripciones electorales
Las circunscripciones electorales corresponden a cada una de las tres provincias:
- Huesca - 18 parlamentarios.
- Teruel - 14 parlamentarios.
- Zaragoza - 35 parlamentarios.